# Oleria bioculata
Espèce
Oleria bioculata est une espèce d'insectes lépidoptères, un papillon diurne appartenant à la famille des Nymphalidae, sous-famille des Danainae, à la tribu des Ithomiini, sous-tribu des Oleriina et au genre Oleria.

## Dénomination
Oleria bioculata a été décrit par Richard Haensch en 1905 sous le nom initial de Leucothyris bioculata.

### Sous-espèces
- Oleria bioculata bioculata ; présent en Bolivie.
- Oleria bioculata tapio Bryk, 1953 ; présent dans le sud de l'Équateur et au Pérou[1],[2].

## Description
Oleria bioculata est un papillon d'une envergure d'environ 42 mm aux ailes antérieures à bord interne concave.
Les ailes sont transparentes à veines marron sauf une plage blanche dans l'aire postdiscale des ailes antérieures et bordure marron, orange sur la revers.

## Écologie et distribution
Oleria bioculata est présent  en Équateur, en Bolivie et au Pérou,,.

### Protection
Pas de statut de protection particulier.